# Eurygryllodes yerramutta
Eurygryllodes yerramutta är en insektsart som beskrevs av Otte, D. och R.D. Alexander 1983. Eurygryllodes yerramutta ingår i släktet Eurygryllodes och familjen syrsor. Inga underarter finns listade i Catalogue of Life.